# 笈砂村
笈砂村（おいすなむら）は、かつて新潟県西蒲原郡にあった村。

## 沿革
- 1889年（明治22年）4月1日 - 町村制施行に伴い西蒲原郡笈ケ島村、砂子塚村が合併し、笈砂村が発足。
- 1901年（明治34年）11月1日 - 西蒲原郡横田村、熊森村と合併し、島上村を新設して消滅。